# Pierre gravée de Belvezin
La pierre gravée de Belvezin est un rocher situé à Saint-Saturnin, dans le Cantal, en Auvergne, sur lequel sont gravés des pétroglyphes d'époque indéterminée.

## Historique
La pierre gravée de Belvezin a été déplacée en 2006 par rapport à son emplacement d'origine.

## Description
Cette pierre de trachy-andésite est d'origine volcanique. Elle mesure 1,50 m sur 1,20 m et pèse environ 5 tonnes.

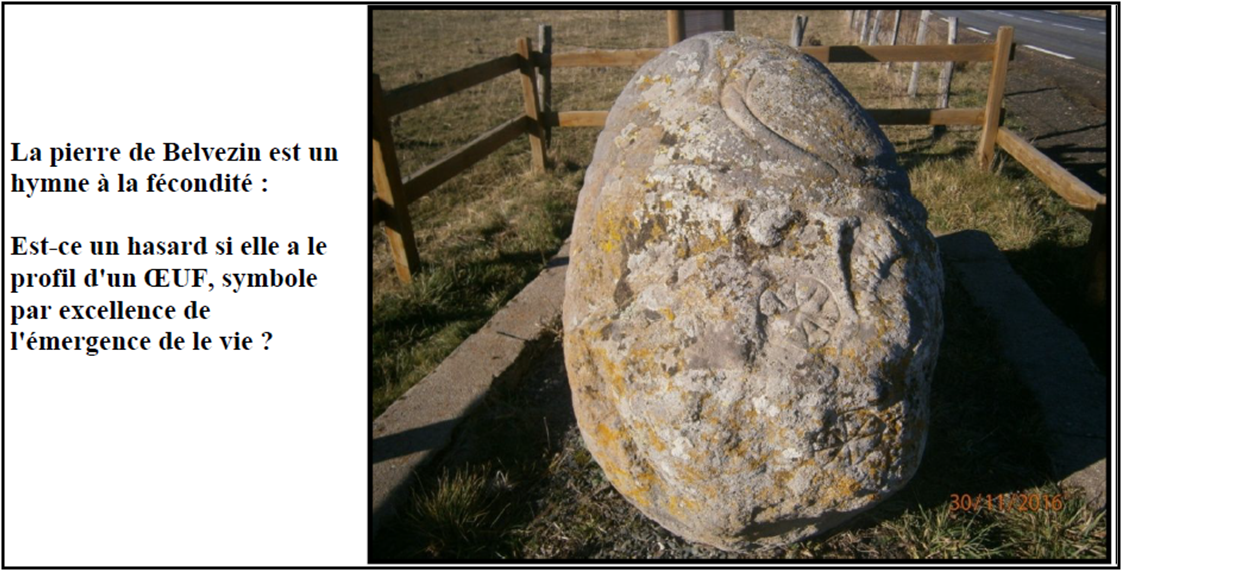

## Datation
La pierre de Belvezin n'a pas pu être datée précisément. Plusieurs datations possibles ont été proposées sur la base du style des gravures.